# NGC 5222
NGC 5222 (również PGC 47871 lub UGC 8558) – galaktyka eliptyczna (E), znajdująca się w gwiazdozbiorze Panny. Odkrył ją William Herschel 12 kwietnia 1784 roku. Jest to galaktyka z aktywnym jądrem typu LINER.
Galaktyce tej towarzyszy dużo mniejsza PGC 93122. Galaktyki te wraz z pobliską NGC 5221 stanowią obiekt Arp 288 w Atlasie Osobliwych Galaktyk Haltona Arpa, a ich zbliżone prędkości radialne świadczą o tym, że najprawdopodobniej są ze sobą fizycznie związane.
W galaktyce NGC 5222 zaobserwowano supernową SN 2008ez.